# Amédée de Francheville
Pour les articles homonymes, voir Francheville.
Amédée-Louis-Marie de Francheville du Pelinec né à Nantes le 11 février 1802, mort à Sarzeau le 9 juin 1889, est un homme politique et écrivain breton.

## Biographie
Né le 11 février 1802, Amédée de Francheville du Pelinec fait partie d'une illustre famille installée dans la presqu'île de Rhuys depuis le mariage d'Isabelle d'Écosse avec le duc de Bretagne François Ier : Pierre de Francheville est venu d'Écosse accompagner la future duchesse. Il se distingua à la bataille de Saint-Aubin-du-Cormier, devint sénéchal de Rhuys et mit en valeur les salines de Truscat (Sarzeau) qui furent à l'origine de sa fortune. Plusieurs de ses descendants furent sénéchaux de Rhuys ou de Vannes, et l'on compte aussi une Vénérable, Catherine de Francheville.
Le grand-père d’Amédée, Toussaint de Francheville, avait été, tout comme Charette, mis de force à la tête des paysans de sa contrée s’insurgeant contre les excès de la Révolution. Ancien officier, Toussaint savait très bien que ces braves paysans n’avaient aucune chance face à une armée régulière, mais il remplit vaillamment son rôle de chef chouan, notamment dans le pays de Guérande. Son fils Gabriel de Francheville, le père d'Amédée, reprit un commandement chouan à la fin de la chouannerie.
De formation d’avocat (licence en droit 1824), surnuméraire des contributions directes à Rouen le 19 juin 1824, Amédée passe sa jeunesse à Paris puis revient à Bretagne chercher la tranquillité à la suite des événements de 1830 pour se livrer à la peinture et à la poésie, il fut maire de l’actuelle commune de Sarzeau autrefois appelé « communauté de Rhuys » où il fit grand bien, puis conseiller général.
Il connaît la langue de Virgile (dont il traduit « Les Bucoliques », mais aussi, et très bien, l’anglais (« L’hymne à l’Éternel » de Thomson, ed. Lafolye Vannes 1884). Il écrit aussi quelques poésies, dont « Traversée dans le Morbihan », « Fête d’une chapelle frairiale », « Prières à Sainte-Anne-d’Auray » ainsi que de nombreux articles publiés dans des livres ou revues, sur le thème de la région vannetaise. Il participa au dictionnaire géographique d’Ogée.
Amédée de Francheville est un exemple parmi tant d’autres de gentilshommes bretons qui s’intéressaient à tout en ce XIXe siècle. S’il était influencé par le romantisme ambiant, on peut noter que ses responsabilités politiques et son amour de sa patrie, le pays vannetais, l’ont amené à faire des études sérieuses dans des domaines touchant plus à la sociologie et à l'économie, par exemple « Notes historiques et statistiques de Rhuys », dans l’annuaire du Morbihan de 1838.
C’était un soutien important de l’Église et en 1842 il accueillit avec plus d’égards et de fastes qu’un chef d’État Mgr Dubreuil dans la presqu'île où il mobilisa la totalité de la population.
À la suite de cet évènement marquant pour la presqu'île, il note au sujet de la langue bretonne : « l’enthousiasme a été à son comble quand le nouvel évêque (non breton) s’est mis à prêcher en breton. C’était un véritable tour de force (…). C’était le premier évêque de Vannes que l’on entendait prêcher dans cette vieille langue que nous ont léguée nos pères et que nos descendants parleront, il faut l’espérer, autant que la vieille Bretagne conservera sa ceinture de granit ».
Homme de contrastes (un peintre-poète qui se consacre à la politique !), il a en lui une passion pour la langue bretonne et a écrit un lexique à l’usage de la navigation de plaisance dans le Morbihan, dont il est l’un des précurseurs. Il va jusqu’à traduire et classer par thèmes des phrases vannetaises pour la manœuvre : ses rameurs (courses à rames) et ses matelots (yacht) parlaient breton avec lui. Sur son yacht, fait remarquable, Amédée arborait un siècle en avance un drapeau breton très proche de l’actuel Gwenn-ha-du puisqu’il contient déjà des bandes noires et blanches et un semis d’hermines. La langue bretonne est un bien précieux pour lui, on vient de le voir avec la visite de Mgr Dubreuil.
Le marquis de l’Estourbillon reprendra l’héritage de ces prédécesseurs en 1899 en disant d’eux « qu’ils n’ont pu accomplir tout ce qu’ils eussent voulu faire (…) (pour) l’œuvre bretonne à laquelle ils avaient voué toute leur sympathie et leur âme, la voie qu’ils ont tracée est cependant assez large pour que nous puissions suivre le chemin par eux laborieusement ouvert . »
Xavier de Langlais, peintre et écrivain breton, est l'arrière-petit-fils d'Amédée de Francheville du Pelinec.